# Шальские острова
Шальские острова — группа островов, расположенных в восточной части Онежского озера в 7,5 км на юго-запад от устья реки Водлы. В группу включаются острова: Большой Голец, острова Малые Гольцы, Восточный Голец и другие. Административно относятся к Пудожскому району Республики Карелии.
Постановлением Совета министров Карельской АССР № 149 от 20.04.1987 г. наскальные изображения на острове Большой Голец отнесены к объектам культурного наследия Карелии.

## Общие сведения
Острова небольшие, скалистые, из гранитных пород, некоторые не имеют растительности.
На самом северном и самом восточном островах установлены навигационные знаки.
Крупнейший остров (650×250 м) — Большой Голец, сложен архейскими крупнозернистыми, серыми и розовато-серыми плагиогранитами.
С середины 1920-х на острове Большой Голец велась добыча серого гранита для мощения улиц и облицовки зданий, в том числе Ленинграда.
В 1931 году на остров были завезён 481 спецпереселенец из числа кулаков для нужд Шальских разработок гранита треста «Карелгранит».
Были сооружены бараки, баня-прачечная, пекарня, столовая, клуб, фельдшерско-медицинский пункт.
Из блоков гранита с острова Большой Голец был сооружен крупнейший в Европе гранитный памятник В. И. Ленину в г. Петрозаводске.
С началом Великой Отечественной войны разработки прекратились, людей вывезли. В дальнейшем, с 1946 года разработки велись вольнонаёмным персоналом.
В память о спецпереселенцах в северной части острова, на фундаменте крайнего дома установлен православный крест с иконой, обвитый колючей проволокой.
В 1973 году экспедицией Ю. А. Савватеева на острове Б. Голец обнаружены древние петроглифы.